# وادي تاغية
وادي تاغية بلدية تابعة دائرة وادي تاغية ولاية معسكر تقع بين غريس والقيطنة يقطنها حوالي 19000 نسمة